# 利斯塔克鯊屬
利斯塔克鯊屬為仍充滿謎團的已滅絕軟骨魚綱。牠們最明顯的特徵在於覆蓋於背部如羽毛的細鱗，長度可達4英寸（100 mm）。利斯塔克鯊最早出現於石炭紀晚期的北美洲，滅絕於三疊紀早期。

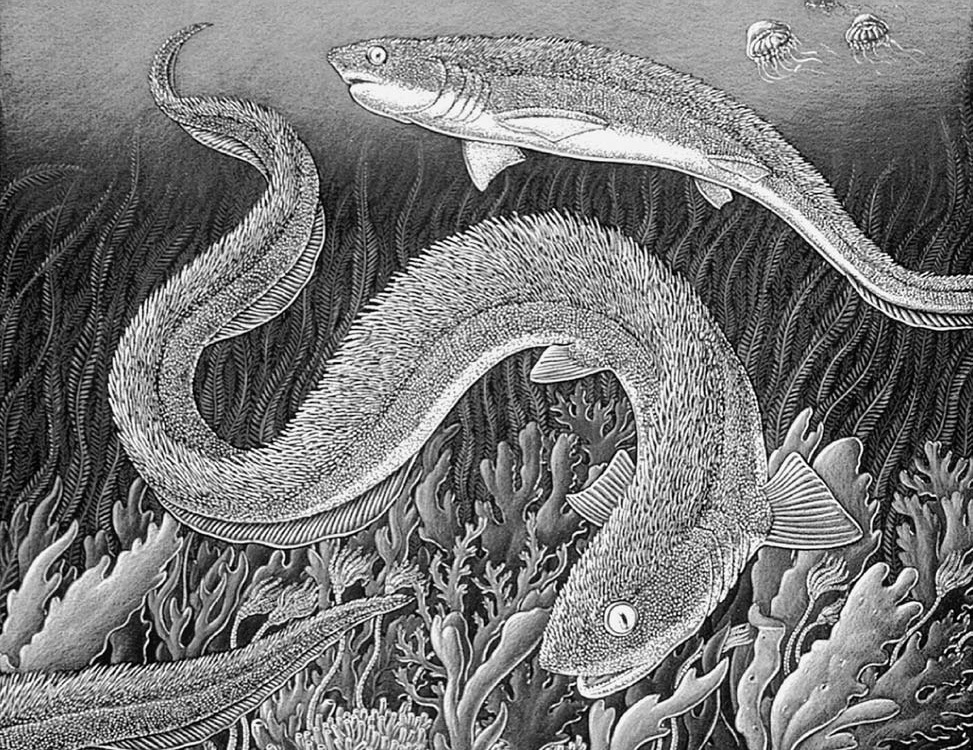
復原圖，由雷·特羅爾繪製

利斯塔克鯊的外型目前仍屬未知，然而作家及插畫家雷·特羅爾在他的著作《Sharkabet》曾提到，古生物學家萊納·贊格爾曾經在一塊頁岩上發現了身體細長如鰻魚，背上長滿細長細鱗的魚類化石，符合利斯塔克鯊屬的特徵，但這塊化石卻在不久後崩壞為碎塊。也因此，僅根據贊格爾的描述，特羅爾將利斯塔克鯊復原成一種體型巨大、背上長滿羽毛狀細鱗、外型形似皺鰓鯊的鯊魚。
馬蒂爾等人於2014年將原先屬於利斯塔克鯊屬的物種"Listracanthus" spinatus移至新創立的Acanthorhachis屬。並將該屬與利斯塔克鯊屬共同置於利斯塔克鯊科下。